# Heinrich Hoffmann

Fotografie aus dem Atelier Hermann Maas, Frankfurt am Main (um 1880)

Heinrich Hoffmann (* 13. Juni 1809 in Frankfurt am Main; † 20. September 1894 ebenda) war ein deutscher Psychiater, Lyriker und Kinderbuchautor. Er ist der Verfasser des Struwwelpeter. Er verwendete auch die Pseudonyme Heulalius von Heulenburg, Reimerich Kinderlieb, Peter Struwwel sowie Polycarpus Gastfenger.

## Leben und Wirken

### Herkunft und Ausbildung
Der Vater Philipp Jakob Hoffmann war Architekt und städtischer Bauinspektor, die Mutter Marianne Caroline (1776–1810) eine Tochter des Weinhändlers und Kunstsammlers Heinrich Lausberg.
Heinrich Hoffmann besuchte drei Jahre die Weißfrauenschule in seiner Heimatstadt, anschließend bis 1828 das Städtische Gymnasium. Von 1829 bis 1832 studierte er an der Ruprecht-Karls-Universität Heidelberg und ab dem Sommersemester 1832 an der Friedrichs-Universität Halle Medizin. Mit einer Doktorarbeit bei Peter Krukenberg wurde er 1833 in Halle zum Dr. med. promoviert. Nach einem Studienaufenthalt ab 1833 in Paris kehrte er im August 1834 nach Frankfurt zurück.

### Tätigkeiten als Arzt
1835 beriefen ihn die Behörden der Freien Stadt Frankfurt zum Arzt am Leichenschauhaus auf dem Friedhof in Sachsenhausen und er ließ sich als praktischer Arzt und Geburtshelfer in Sachsenhausen nieder. Von 1835 bis 1846 gehörte er der Armenklinik in der Meisengasse an. Diese 1834 von fünf Frankfurter Ärzten eingerichtete Poliklinik betreute mittellose Patienten in Frankfurt und den umliegenden Dörfern.
Von 1844 bis 1851 unterrichtete er Anatomie am Dr. Senckenbergischen Institut. Von 1851 bis zu seiner Pensionierung am 1. Juli 1888 war er Direktor der Anstalt für Irre und Epileptische in Frankfurt am Main, der städtischen Nervenheilanstalt. Er gilt als erster Vertreter der Jugendpsychiatrie. Auf sein Betreiben hin entstand 1859 bis 1864 ein moderner Neubau auf dem Affensteiner Feld im damals noch unbebauten nördlichen Westend.

### Politik
1848 war er Abgeordneter im Frankfurter Vorparlament. In seinem Haushalt beherbergte er den Revolutionär Friedrich Hecker. Hoffmann selbst befürwortete eine konstitutionelle Monarchie unter preußischer Führung und gehörte zu den Erbkaiserlichen. In seinen satirischen Schriften Handbuch für Wühler oder kurzgefaßte Anleitung in wenigen Tagen ein Volksmann zu werden (1848) und Der Heulerspiegel (1849) wandte er sich entschieden gegen die Republikaner. 1866 befürwortete er die Annexion der Freien Stadt Frankfurt durch Preußen.

### Literarische Werke
Seit 1842 veröffentlichte Hoffmann Gedichte und Theaterstücke unter verschiedenen Pseudonymen. Er bezeichnete sich selbst als Gelegenheitsversemacher. Weltweit bekannt wurde er durch sein von ihm selbst mit Bildern ausgestattetes Kinderbuch Der Struwwelpeter, das er zu Weihnachten 1844 für seinen ältesten Sohn schrieb. Vermutlich 1858 erstellte Hoffmann eine neue Fassung mit veränderten Bildern; auf dieser basieren alle folgenden Ausgaben des Struwwelpeter.
1851 veröffentlichte er sein Weihnachtsmärchen König Nußknacker und der arme Reinhold. Die Erstausgabe war mit einer eigenhändigen Zeichnung des Autors illustriert, die den Frankfurter Weihnachtsmarkt zeigt.
Nach seiner Pensionierung schrieb er seine Lebenserinnerungen, die erst 1926 veröffentlicht wurden.

### Mitgliedschaften, Privatleben
Als Student in Heidelberg war Hoffmann seit 1830 Mitglied, später Ehrenmitglied des Corps Alemannia. 1836 trat er der Freimaurerloge Zur Einigkeit bei. Nach einigen Jahren verließ er sie, weil sie keine Juden aufnahm.
Im Herbst 1840 gründete Hoffmann in Frankfurt am Main die Gesellschaft der Tutti Frutti und ihre Bäder im Ganges, einen Schriftsteller-, Künstler- und Gelehrtenverein, deren Mitglieder sich eigens gewählte "Fruchtnamen" zulegten. Hoffmann selbst war die "Zwiebel". Zu den Mitgliedern zählten unter anderem Franz Xaver Schnyder von Wartensee ("Tannenzapfen"), Ludwig Braunfels ("Kastanie"), Wilhelm Speyer ("Betel"), Theodor Creizenach ("Tollkirsche"), Carl Trost ("Stechapfel"), Friedrich Maximilian Hessemer ("Dattel"), Eduard Schmidt von der Launitz ("Wacholder"), Lorenz Diefenbach ("Erdbeere"), Georg Eduard Steitz ("Nuss 2"), Johann David Passavant ("Pomeranze"), Heinrich von Rustige ("Nuss") und Philipp Veit ("Fenchel").
1845 war er Mitbegründer eines ärztlichen Vereins und dichtete für gesellige Anlässe „Weinlieder für Ärzte“.
Hoffmann heiratete am 5. März 1840 Therese Donner (1818–1911), eine Tochter des Frankfurter Hutfabrikanten Christoph Friedrich Donner. Daher nannte man ihn auch „Hoffmann-Donner“. Mit ihr hatte er drei Kinder: Carl Philipp (1841–1868), Antonie Caroline (1844–1914) und Eduard (1848–1920).

### Tod und Gedenken

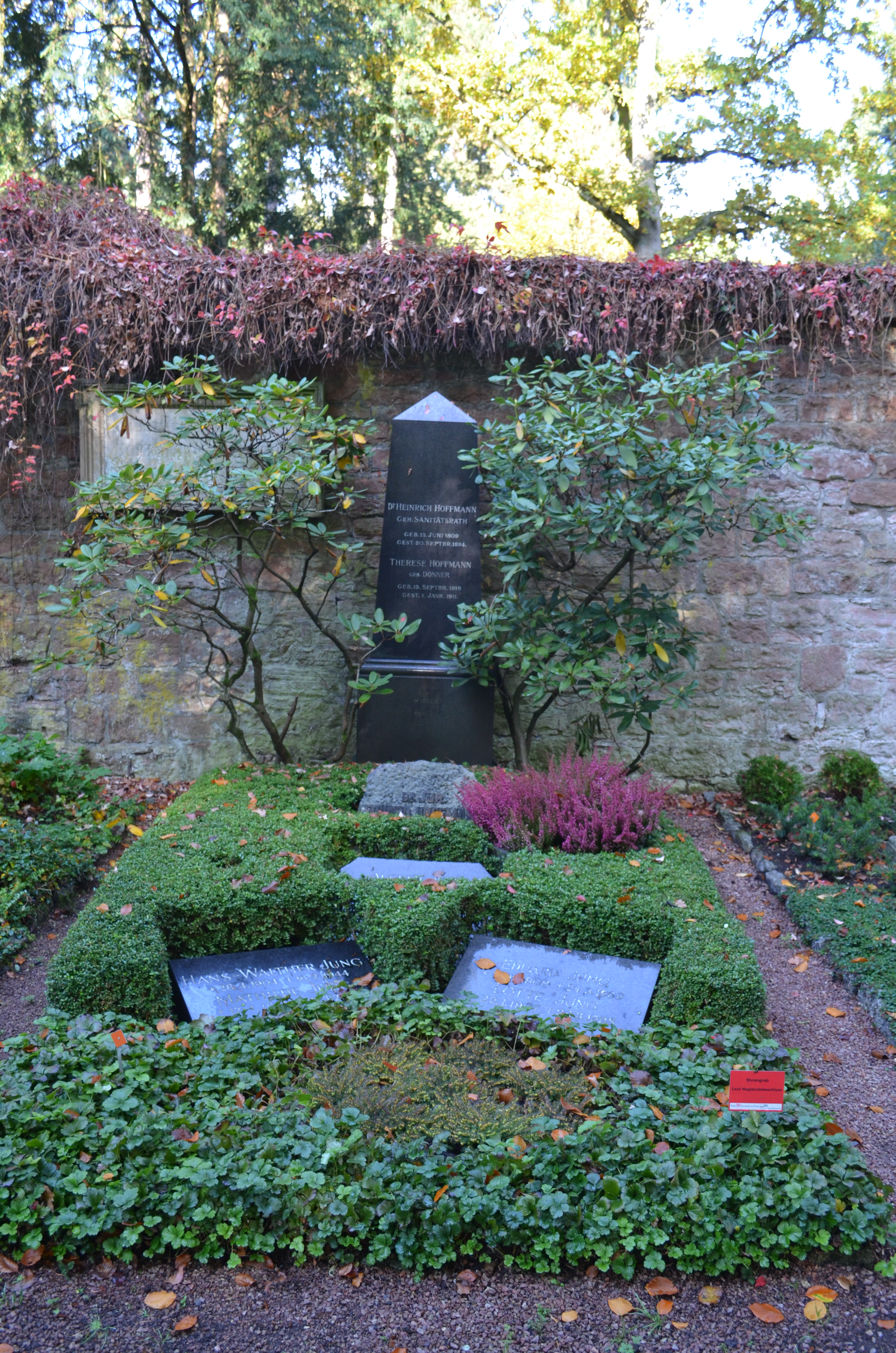
Heinrich Hoffmanns Grab auf dem Frankfurter Hauptfriedhof

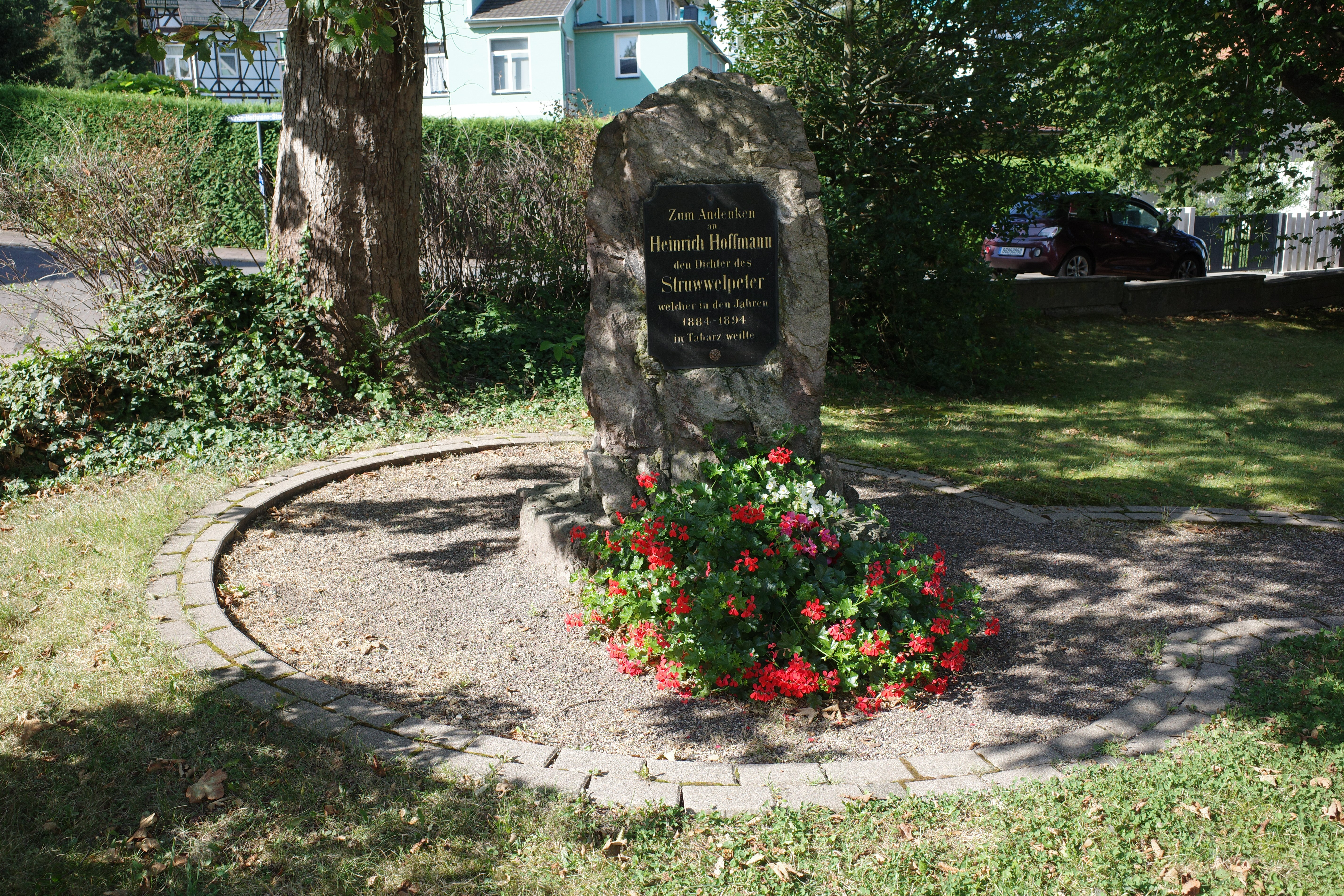
Gedenkstein in Bad Tabarz

Er starb nach einem Schlaganfall und wurde auf dem Frankfurter Hauptfriedhof begraben (an der Mauer, Nr. 541, Ehrengrab).
Nach ihm ist eine Straße in Frankfurt-Niederrad benannt, an der sich heute die Klinik für Psychiatrie, Psychosomatik und Psychotherapie der Frankfurter Universitätsklinik befindet. Ihm sind zwei Museen gewidmet und mehrere Gedenktafeln an seinen ehemaligen Wohnsitzen in Frankfurt.
Die Deutsche Gesellschaft für Kinder- und Jugendpsychiatrie, Psychosomatik und Psychotherapie verleiht alle 2 Jahre für „Verdienste um das hilfebedürftige Kind“ die Dr.-Heinrich-Hoffmann-Medaille.

## Werke

### Literarische Veröffentlichungen
- Gedichte, 1842
- Struwwelpeter, 1844 als Weihnachtsgeschenk für seinen Sohn, 1855 als gedrucktes Kinderbuch
- Die Mondzügler. Eine Komödie der Gegenwart, Verlag der Jäger'schen Buch-, Papier- und Landkarten-Handlung, Frankfurt am Main 1843. Digitalisat
- Lustige Geschichten und drollige Bilder für Kinder von 3–6 Jahren, 1844 – Seit der 4. Aufl. 1847 unter dem Titel „Struwwelpeter“
- Humoristische Studien, Literarische Anstalt (J. Rütten), Frankfurt am Main 1847
- Handbüchlein für Wühler oder kurzgefasste Anleitung in wenigen Tagen ein Volksmann zu werden, Gustav Mayer, Leipzig 1848
- Heulerspiegel. Mitteilungen aus dem Tagebuch des Herrn Heulalius von Heulenburg, 1849. Digitalisat
- Der wahre und ächte Hinkende Bote (2 Bände.), 1850–1851
- König Nußknacker und der arme Reinhold, 1851 (siehe Heil dir im Siegerkranz#Umdichtungen, Nachdichtungen, Parodien)
- Das Breviarium der Ehe, 1853. Digitalisat
- Bastian der Faulpelz, 1854.Digitalisat der Handschrift
- Im Himmel und auf der Erde. Herzliches und Scherzliches aus der Kinderwelt, Literarische Anstalt Rütten & Loening, Frankfurt am Main 1857. pdf zum Download
- Allerseelen-Büchlein. Eine humoristische Friedhofs-Anthologie, Literarische Anstalt (J. Rütten), Frankfurt am Main 1858. Digitalisat
- Der Badeort Salzloch, seine Jod-, Brom-, Eisen und salzhaltigen Schwefelquellen und die tanninsauren animalischen Luftbäder, nebst einer Apologie des Hasardspiels, Literarische Anstalt (Rütten & Löning), Frankfurt am Main 1860. Digitalisat
- Ein Liederbuch für Naturforscher und Ärzte, 1867. Digitalisat
- Prinz Grünewald und Perlenfein mit ihrem lieben Eselein, 1871. Digitalisat der Handschrift
- Auf heiteren Pfaden. Gesammelte Gedichte, Literarische Anstalt (Rütten & Löning), Frankfurt am Main 1873. Digitalisat der 2. Aufl.
- Besuch bei Frau Sonne. Neue lustige Geschichten und drollige Bilder, Rütten & Löning, Frankfurt am Main 1924 (hg. v. Eduard und Walther Hessenberg)
- Struwwelpeter-Hoffmann erzählt aus seinem Leben, Englert u. Schlosser, Frankfurt am Main 1926 (hrsg. v. Eduard Hessenberg)

Das Urmanuskript des Buches Drollige Geschichten und lustige Bilder, das den Struwwelpeter enthält, liegt im Germanischen Nationalmuseum (8° Hs 100921, 21 × 16,8 cm).

### Medizinische Veröffentlichungen
- Heinrich Hoffmann: De phlegmasia alba. Dissertatio inauguralis quam consensu gratiosi medicorum ordinis Halensis eruditorum examini submittit Henricus Hoffmann. Heinrich Ludwig Brönner, Frankfurt am Main 1833 (eingeschränkte Vorschau in der Google-Buchsuche).
- Die Physiologie der Sinnes-Hallucinationen, Literarische Anstalt (J. Rütten), Frankfurt am Main 1851. Digitalisat
- Heinrich Hoffmann: Ein Fall von Rückenmarksleiden und Blödsinn. In: Allgemeine Zeitschrift für Psychiatrie und psychisch-gerichtliche Medicin. Band 13. August Hirschwald, Berlin 1856, S. 209–220 (eingeschränkte Vorschau in der Google-Buchsuche).
- Beobachtungen und Erfahrungen über Seelenstörungen und Epilepsie in der Irrenanstalt zu Frankfurt, 1851–1858, 1859. Digitalisat
- Heinrich Hoffmann: Über den für Irren-Anstalten notwendigen Bedarf an Wasser. In: Allgemeine Zeitschrift für Psychiatrie und psychisch-gerichtliche Medicin. Band 17. August Hirschwald, Berlin 1860, S. 139–148.
- Heinrich Hoffmann: Anstalt für Irre und Epileptische. In: Alexander Spieß (Hrsg.): Frankfurt am Main in seinen hygienischen Verhältnissen und Einrichtungen. Festschrift zur Feier des 50jährigen Doktor-Jubiläums des Georg Varrentrapp. Frankfurt am Main 1881, S. 330–340 (eingeschränkte Vorschau in der Google-Buchsuche).

## Würfelspiel
- Des Herrn Fix von Bickenbach Reise um die Welt in 77 Tagen, Struwwelpeter-Museum Frankfurt am Main, 2012. Als Faksimile im Schuber erhältlich.[7]

## Museum
Seit 1977 gibt es in Frankfurt am Main das Heinrich-Hoffmann- und Struwwelpeter-Museum, das über das Leben und Wirken dieses Mannes und seinen Kinderbuchklassiker informiert. Im September 2019 zog das Museum, nun unter dem Namen „Struwwelpeter-Museum“, in das Haus zum Esslinger in der Neuen Frankfurter Altstadt.

## Ausstellungen
- 2001: Schirn Kunsthalle Frankfurt: Heinrich Hoffmann trifft John Elsas.
- 2003: Nürnberg, Germanisches Nationalmuseum: Im Blickpunkt August 2003
- 2009: Stadt Frankfurt am Main: Heinrich Hoffmann Sommer 2009 (Zum 200. Geburtstag)

### Bibliographie
- Walter Sauer: Der Struwwelpeter und sein Schöpfer Dr. Heinrich Hoffmann. Bibliographie der Sekundärliteratur. Ed. Tintenfass, Neckarsteinach 2003, ISBN 3-9808205-5-6.
- Reiner Rühle: „Böse Kinder“. Kommentierte Bibliographie von Struwwelpetriaden und Max-und-Moritziaden mit biographischen Daten zu Verfassern und Illustratoren. Wenner, Osnabrück 1999.

### Überblicksdarstellungen
- Thomas Bauer: Hoffmann, Heinrich im Frankfurter Personenlexikon (überarbeitete Onlinefassung), Stand des Artikels: 5. April 2019, auch in: Wolfgang Klötzer (Hrsg.): Frankfurter Biographie. Personengeschichtliches Lexikon. Erster Band. A–L (= Veröffentlichungen der Frankfurter Historischen Kommission. Band XIX, Nr. 1). Waldemar Kramer, Frankfurt am Main 1994, ISBN 3-7829-0444-3, S. 341–343.
- Jost Benedum: Hoffmann, Heinrich. In: Neue Deutsche Biographie (NDB). Band 9, Duncker & Humblot, Berlin 1972, ISBN 3-428-00190-7, S. 423 f. (Digitalisat).
- Fedor Bochow: Hoffmann, Heinrich. In: Allgemeines Künstlerlexikon. Die Bildenden Künstler aller Zeiten und Völker (AKL). Band 74, De Gruyter, Berlin 2012, ISBN 978-3-11-023179-3, S. 102 f.
- Helge Dvorak: Biographisches Lexikon der Deutschen Burschenschaft. Band I: Politiker. Teilband 2: F–H. Winter, Heidelberg 1999, ISBN 3-8253-0809-X, S. 364–365.
- Heinrich Hoffmann – Leben und Werk in Texten und Bildern, hrsg. von Gerhard H. Herzog. Insel, Frankfurt am Main [u. a.] 1995, ISBN 3-458-16736-6.
- Roland Hoede, Thomas Bauer: Heinrich Hoffmann. Ein Leben zwischen Wahn … und Witz. Kramer, Frankfurt am Main 1994, ISBN 3-7829-0450-8.
- Julius Pagel: Hoffmann, Heinrich. In: Allgemeine Deutsche Biographie (ADB). Band 50, Duncker & Humblot, Leipzig 1905, S. 402.
- Ulrich Wiedmann: Heinrich Hoffmann – Ein schwer geprüfter Mann. Die Examina des "Struwwelpeter"-Autors nebst einigen Abschweifungen. Königshausen & Neumann, Würzburg 1999.

### Spezialstudien
- Anita Eckstaedt: „Der Struwwelpeter“. Dichtung und Deutung. Eine psychoanalytische Studie. Suhrkamp, Frankfurt am Main 1998, ISBN 3-518-40786-4
- Struwwelpeter-Hoffmann gestern und heute, hrsg. v. Gerhard H. Herzog. Sinemis, Frankfurt am Main 1999, ISBN 3-921345-13-8
- Reimar Klein: „Sieh einmal, hier steht er!“ Struwwelpeters beschädigte Kinderwelt. Insel, Frankfurt am Main 2005, ISBN 3-458-17247-5
- Marie-Luise Könnecker: Dr. Heinrich Hoffmanns Struwwelpeter. Untersuchungen zur Entstehungs- und Funktionsgeschichte eines bürgerlichen Bilderbuches. Stuttgart 1977.
- Günther Mahal: Doktor Faust und Struwwelpeter. Eine Suche nach haarigen Verbindungen. Windrose, Kieselbronn 1998, ISBN 3-9803612-9-2
- „Wenn die Kinder artig sind…“. Zur Aktualität des Kinderbuchklassikers „Struwwelpeter“, hrsg. v. Ortrun Niethammer. Daedalus, Münster 2006, ISBN 3-89126-236-1
- Ursula Peters: „Drollige Geschichten und lustige Bilder“, Heinrich Hoffmanns Urmanuskript des „Struwwelpeter“, In: monats anzeiger. Museen und Ausstellungen in Nürnberg, August 2003, S. 2–3;
- Barbara Smith Chalou: Struwwelpeter, humor or horror? 160 years later. Lexington Books, Lanham, Md 2007, ISBN 0-7391-1664-9.
- Ulrich Wiedmann: Zur Anamnese des Struwwelpeter. Ein neuer Versuch, die Herkunft des alten Kinderschrecks zu klären. In: Würzburger medizinhistorische Mitteilungen. Band 13, 1995, S. 515–520.

## Audiodateien
- Folge 1: Der Versemacher Folge 2: Der Politiker Folge 3: Der Irrenarzt Folge 4: Der Kinderpsychiater
- BUNDESARCHIV – Zentrale Datenbank Nachlässe